# Georg Schuhmann

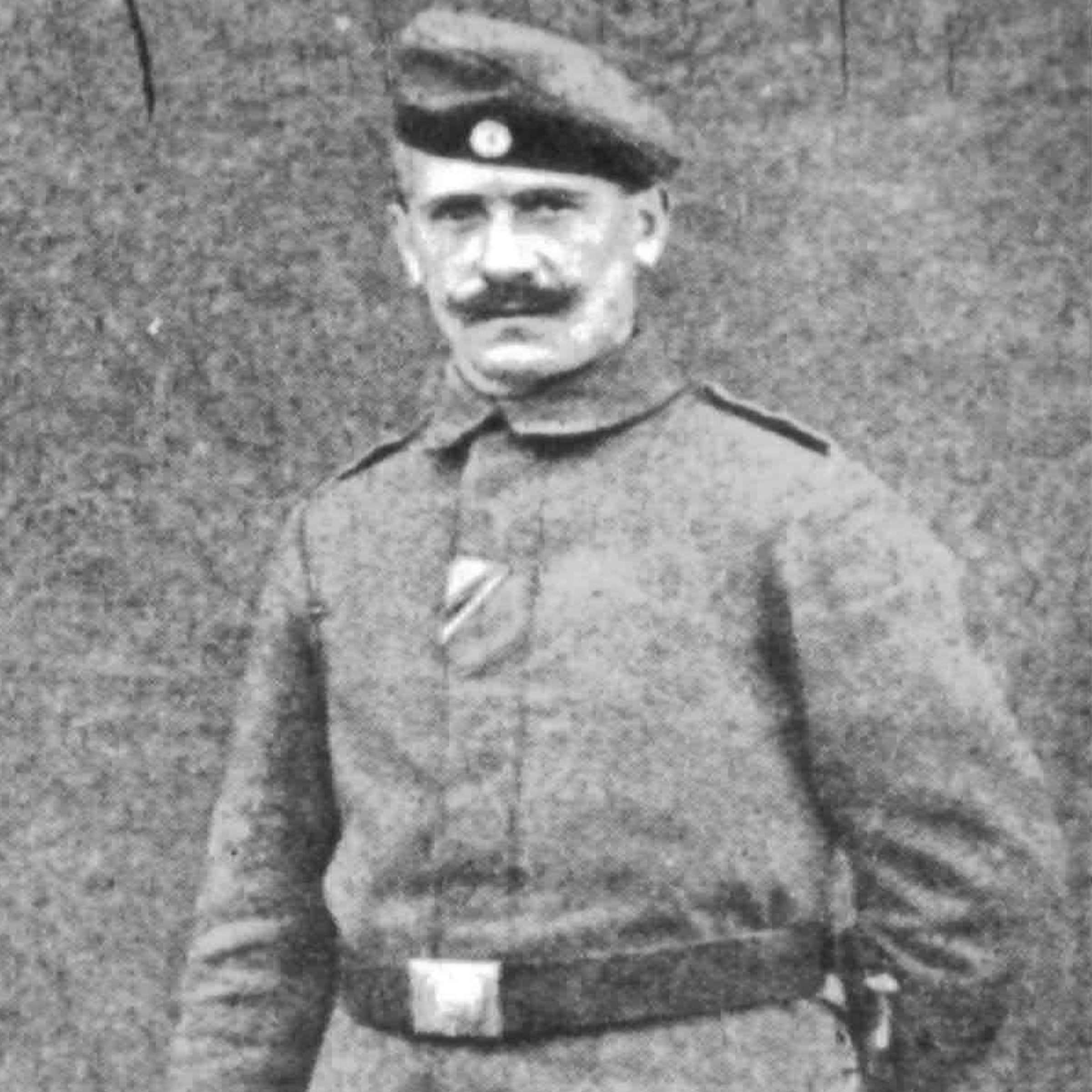
Georg Schuhmann

Georg Schuhmann (* 1886; † 4. Mai 1919 in Kolbermoor) war ein bayerischer Handwerker und seit 1919 Erster Vorsitzender des „Volksrates Kolbermoor“. Er wurde von Mitgliedern eines Freikorps ermordet und war damit Opfer des „Weißen Terrors“. Heute ist die Schuhmann-Straße in Kolbermoor nach ihm benannt, am Tatort existiert ein Denkmal für Schuhmann und das zweite Opfer Alois Lahn.

## Leben
Schuhmann zog nach dem Ende des Ersten Weltkrieges nach Kolbermoor zu seiner Schwester. Am 11. November 1918 hatte sich in der Arbeiterstadt Kolbermoor ein Volksrat gegründet. Nach Kritik am Volksrat kam es am 8. Januar 1919 zu Neuwahlen, „sechs Vertreter der Arbeiterschaft, ein Lehrer, ein Bürgerlicher und ein Vertreter der Landwirte kamen in den Volksrat“. Erster Vorsitzender des Volksrates war Georg Schumann. Als der Bürgermeister zurücktrat, übernahm Schuhmann auch dessen Funktion. Sein Sekretär war der 18-jährige Alois Lahn. Schuhmann hielt im Amtszimmer des Bürgermeisters regelmäßig Sprechstunden ab. Er wurde zusammen mit seinem Sekretär Alois Lahn am 4. Mai von Mitgliedern des Grafinger Freikorps ermordet, nachdem er und Lahn vorher schwer misshandelt worden waren.
Im Dezember 1919 gab es einen Gerichtsprozess gegen die Täter, im Januar 1920 wurden sie freigesprochen, weil ihnen die „Widerrechtlichkeit der Tötung“ nicht bewusst gewesen sei.
Im Herbst 2018 wurde eine Gedenktafel aus Metall für Schuhmann und Lahn eingeweiht, nachdem vorher ähnliche Gedenktafeln mehrfach zerstört worden waren.